# Георг Клайн
Георг Клайн (на немски: Georg Klein) е немски писател, автор на романи и разкази.

## Биография
Георг Клайн е роден на 29 март 1953 г. в Аугсбург. След като полата матура и отбива военната си служба, следва германистика, история и социология в университетите на Аугсбург и Мюнхен.
През 1984 г. излизат първите му разкази в немски литературни списания. Първата му книга, криминалният роман „Либидиси“ (Libidissi) (1998), е обявена за една от най-добрите немскоезична творба за годината и през 1999 г. е отличена с наградата „Братя Грим“.
През 1999 г. излиза и сборникът му с разкази „Призоваване на сляпата риба“ (Anrufung des Blinden Fisches). През 2000 г. Клайн е удостоен с наградата „Ингеборг Бахман“.
През следващите години писателят публикува още няколко романа и сборници с разкази. За „Роман на нашето детство“ (Roman unserer Kindheit) получава през 2010 г. „Наградата на Лайпцигския панаир на книгата“ в категория „Белетристика“.
Георг Клайн е член на немския ПЕН клуб
Живее с жена си, също писателка, и двамата им синове в селището Бунде в Източна Фризия, провинция Долна Саксония.

## Награди и отличия
- 1999: „Награда Братя Грим“
- 2000: „Награда Ингеборг Бахман“
- 2010: „Награда на Лайпцигския панаир на книгата“ (Kategorie: Belletristik)
- 2012: Niedersächsischer Staatspreis[2]
- 2018: Arno-Schmidt-Stipendium